# Битка код Јафе (1192)
Битка код Јафе вођена је 8. августа 1192. године између муслиманске војске Ајубида под Саладином са једне и крсташа Енглеске краљевине под Ричардом I са друге стране. Део је Трећег крсташког рата, а завршена је победом крсташа.

## Битка
Битка код Јафе је последња битка Трећег крсташког рата. Муслиманска војска под Саладином доживела је пораз од енглеских крсташа Енглеске краљевине. Ово је један од највећих пораза Саладина. Његова знатно бројнија војска (око 10.000 војника) поражена је од 2500 крсташа. Након овог пораза Саладин је принуђен да са крсташима склопи мир. Овом битком је осигуран положај крсташа у Палестини, а Саладин склапа пријатељство са Ричардом задивљен његовом храброшћу. Крсташи су миром у Јафи добили право на посећивање светих места у Јерусалиму.